# جورس
جَوْرَس (الاسم العلمي Gerris)، جنس حشرات من نصفيات الأجنحة وتنتمي إلى فصيلة بق المياه (متزلج المياه)
. تعيش من قنصها على سطح الماء. من أنواعه الفضي.